# Pien Dicke
Pien Dicke, född den 28 augusti 1999, är en nederländsk landhockeyspelare.

## Karriär
Pien Dicke ingick i det nederländska landhockeylag som tog guld vid OS 2024.